# Straßenradsport-Weltmeisterschaften/Einzelzeitfahren der Männer
Das Einzelzeitfahren der Männer ist ein Wettbewerb bei den Straßenradsport-Weltmeisterschaften. Es wurde 1994 eingeführt, zugleich mit den anderen damals in der WM vertretenen Kategorien (Frauen, Junioren und Juniorinnen). Dafür entfiel ab 1995 das Mannschaftszeitfahren.
1994 war die Trennung zwischen Profis und Amateuren noch nicht abgeschafft, die ersten beiden Austragungen fanden daher als „offener“ Wettbewerb statt, an denen alle teilnehmen konnten. Seit Einführung der Einheitslizenz 1996 spricht man vom Wettkampf der Männer-Elite. Vor Einführung eines Zeitfahr-Wettbewerbs bei der WM war der Grand Prix des Nations das bedeutendste Einzelzeitfahren des Rennkalenders. Dieses Rennen führte allerdings über eine bedeutend längere Distanz als bei der WM, wo in der Regel zwischen 40 und 50 Kilometer zurückgelegt werden.
Der Wettkampf fand seit seiner Einführung in jedem Jahr statt. Von 1996 bis 2015 erhielten die Sieger eine spezielle Variante des Regenbogentrikots mit einer Stoppuhr auf den Bruststreifen.

## Palmarès
| Jahr | Austragungsort | Gold              | Silber              | Bronze                    |
| ---- | -------------- | ----------------- | ------------------- | ------------------------- |
| 1994 | Catania        | Chris Boardman    | Andrea Chiurato     | Jan Ullrich               |
| 1995 | Tunja          | Miguel Indurain   | Abraham Olano       | Uwe Peschel               |
| 1996 | Lugano         | Alex Zülle        | Chris Boardman      | Tony Rominger             |
| 1997 | San Sebastián  | Laurent Jalabert  | Serhij Hontschar    | Chris Boardman            |
| 1998 | Valkenburg     | Abraham Olano     | Melchor Mauri       | Serhij Hontschar          |
| 1999 | Treviso        | Jan Ullrich       | Michael Andersson   | Chris Boardman            |
| 2000 | Plouay         | Serhij Hontschar  | Michael Rich        | László Bodrogi            |
| 2001 | Lissabon       | Jan Ullrich       | David Millar        | Santiago Botero           |
| 2002 | Zolder         | Santiago Botero   | Michael Rich        | Igor González de Galdeano |
| 2003 | Hamilton       | Michael Rogers    | Uwe Peschel         | Michael Rich              |
| 2004 | Bardolino      | Michael Rogers    | Michael Rich        | Alexander Winokurow       |
| 2005 | Madrid         | Michael Rogers    | José Iván Gutiérrez | Fabian Cancellara         |
| 2006 | Salzburg       | Fabian Cancellara | David Zabriskie     | Alexander Winokurow       |
| 2007 | Stuttgart      | Fabian Cancellara | László Bodrogi      | Stef Clement              |
| 2008 | Varese         | Bert Grabsch      | Svein Tuft          | David Zabriskie           |
| 2009 | Mendrisio      | Fabian Cancellara | Gustav Larsson      | Tony Martin               |
| 2010 | Geelong        | Fabian Cancellara | David Millar        | Tony Martin               |
| 2011 | Kopenhagen     | Tony Martin       | Bradley Wiggins     | Fabian Cancellara         |
| 2012 | Valkenburg     | Tony Martin       | Taylor Phinney      | Wassil Kiryjenka          |
| 2013 | Florenz        | Tony Martin       | Bradley Wiggins     | Fabian Cancellara         |
| 2014 | Ponferrada     | Bradley Wiggins   | Tony Martin         | Tom Dumoulin              |
| 2015 | Richmond       | Wassil Kiryjenka  | Adriano Malori      | Jérôme Coppel             |
| 2016 | Doha           | Tony Martin       | Wassil Kiryjenka    | Jonathan Castroviejo      |
| 2017 | Bergen         | Tom Dumoulin      | Primož Roglič       | Chris Froome              |
| 2018 | Innsbruck      | Rohan Dennis      | Tom Dumoulin        | Victor Campenaerts        |
| 2019 | Harrogate      | Rohan Dennis      | Remco Evenepoel     | Filippo Ganna             |
| 2020 | Imola          | Filippo Ganna     | Wout van Aert       | Stefan Küng               |
| 2021 | Brügge         | Filippo Ganna     | Wout van Aert       | Remco Evenepoel           |
| 2022 | Wollongong     | Tobias Foss       | Stefan Küng         | Remco Evenepoel           |
| 2023 | Stirling       | Remco Evenepoel   | Filippo Ganna       | Joshua Tarling            |
| 2024 | Zürich         | Remco Evenepoel   | Filippo Ganna       | Edoardo Affini            |

## Medaillenspiegel
| Platz  | Land               | Gold | Silber | Bronze | Gesamt |
| ------ | ------------------ | ---- | ------ | ------ | ------ |
| 1      | Deutschland        | 7    | 5      | 5      | 17     |
| 2      | Schweiz            | 5    | 1      | 5      | 11     |
| 3      | Australien         | 5    | 0      | 0      | 5      |
| 4      | Großbritannien     | 2    | 5      | 4      | 11     |
| 5      | Italien            | 2    | 4      | 2      | 8      |
| 6      | Belgien            | 2    | 3      | 3      | 8      |
| 7      | Spanien            | 2    | 3      | 2      | 7      |
| 8      | Niederlande        | 1    | 1      | 2      | 4      |
| 9      | Belarus            | 1    | 1      | 1      | 3      |
| 9      | Ukraine            | 1    | 1      | 1      | 3      |
| 11     | Frankreich         | 1    | 0      | 1      | 2      |
| 11     | Kolumbien          | 1    | 0      | 1      | 2      |
| 13     | Norwegen           | 1    | 0      | 0      | 1      |
| 14     | Vereinigte Staaten | 0    | 2      | 1      | 3      |
| 15     | Schweden           | 0    | 2      | 0      | 2      |
| 16     | Ungarn             | 0    | 1      | 1      | 2      |
| 17     | Kanada             | 0    | 1      | 0      | 1      |
| 17     | Slowenien          | 0    | 1      | 0      | 1      |
| 19     | Kasachstan         | 0    | 0      | 2      | 2      |
| Gesamt | Gesamt             | 31   | 31     | 31     | 93     |